# NGC 1114
NGC 1114 is een spiraalvormig sterrenstelsel in het sterrenbeeld Eridanus. Het hemelobject werd op 6 oktober 1785 ontdekt door de Duits-Britse astronoom William Herschel.

## Synoniemen
- PGC 10669
- MCG -3-8-29
- IRAS02467-1712